# Monte Lovello
Il Monte Lovello (Großer Löffler in tedesco - 3.376 m s.l.m.) è una montagna delle Alpi dei Tauri occidentali (sottosezione Alpi della Zillertal). Si trova lungo la linea di confine tra l'Italia (Regione Trentino-Alto Adige) e l'Austria (Tirolo).
Dal versante italiano domina la Valle Aurina, da quello austriaco la Zillertal.

## Toponimo
Il nome tradizionale della montagna è attestato nel 1840 come Löffelspitze e si riferisce al Löffelkar, uno strato ghiaioso ai piedi della montagna. Il nome italiano, creato da Ettore Tolomei, è un adattamento fonetico, mentre letteralmente chiamasi il "monte cucchiaio" ("Löffel" in tedesco).

## Rifugi
- Rifugio al Sasso Nero - 3.026 m